# Bever (Weser)
De Bever is een 10,5 kilometer lange rivier in de Duitse deelstaat Noordrijn-Westfalen. De Bever ontstaat door de samenloop van de Jordan en de Eselsbach. De rivier loopt langs de B241 langs Dalhausen door het zuidelijk deel van het Weserbergland. Bij Beverungen mondt de rivier uit in de Wezer.

## Ongelukken
De Bever trad in de 19e eeuw ten minste tweemaal, na het wegdooien van grote hoeveelheden sneeuw, buiten haar oevers, en wel op 23 februari 1839 en op 20 januari 1840. Beide overstromingen veroorzaakten veel materiële schade. Op 31 mei 1867, na een enorm onweer met een langdurige wolkbreuk, volgde weer een overstroming, die helaas zes mensen in de omgeving van Dalhausen het leven kostte.
Op 1 december 2006 was er een ongeluk bij een bedrijf langs de Eselsbach, waardoor er een hulpstof van de productie van biogas in de rivier terechtkwam. Dit veroorzaakte een massale vissterfte in de Bever.